# Poljani (Chorwacja)
Poljani – wieś w Chorwacji, w żupanii bielowarsko-bilogorskiej, w mieście Grubišno Polje. W 2011 roku liczyła 261 mieszkańców.